# 立顿
立頓（英語：Lipton）是英國茶葉品牌，旧译利普顿，始於1900年代初的蘇格蘭，創始人為托瑪斯·利普頓。目前世界上知名度最高、規模最大的茶飲企業。

## 產品
- 立頓茶包
- 立頓紅茶
- 立頓奶茶
- 立頓檸檬茶
- 立頓杯杯湯

## 外部連結
- Lipton的Facebook專頁（英文）
- 立頓中国 （页面存档备份，存于）（简体中文）
  - 立顿茶的新浪微博
- 立頓台灣 （页面存档备份，存于）（繁體中文）
  - 立頓 Lipton的Facebook專頁